# Zuqaqip
Zuqaqip fou el novè rei de la primera dinastia de Kish a Sumer posterior al diluvi (datat vers el 2900 aC). Apareix a la llista de reis sumeris on se li assigna un regnat de 900 anys. El seu nom vol dir "Escorpit".